# Biotopo torbiera di Lazzacco
La Torbiera di Lazzacco è un biotopo del Friuli-Venezia Giulia istituito come area naturale protetta nel 1998.
Occupa una superficie di 15,2 ha nella provincia di Udine.